# Церковь Вознесения Господня на Дебре
Церковь Вознесения Господня на Дебре — православный храм в Костроме. Принадлежит Костромской епархии Русской православной церкви.

## История
Первоначально на этом месте стояло две деревянные церкви. Первая имела два престола: Сретения Владимирской иконы Божией Матери и Николая Чудотворца. Вторая была освещена в честь Вознесения Господня (к 1628 году была разобрана по ветхости).
В первой половине 1650-х (около 1654 года) на этом месте была выстроена каменная церковь Вознесения Господня. Е. В. Кудряшов отмечает, что в связи с пожаром и чумой 1654 года композиция церкви не была завершена: к четверику не были пристроены паперть, придел и колокольня. Что касается последней, то она была пристроена на рубеже XVII—XVIII веков вместе с трапезной с Никольским приделом (освящён в 1701 году).
В первой половине XVIII века позакомарное покрытие церкви было изменено на четырёхскатное, и южный портал превращен в окно. В 1835 году к храму с севера пристроен притвор.
В 1922 году после отделения от Русской Православной Церкви обновленческой группировки «живоцерковников» Вознесенский храм перешел в руки обновленцев, деятельность которых активно поддерживалась советскими властями. Тем не менее в 1930 году церковь была закрыта. Первоначально здесь устроили общежитие портовых грузчиков и склад, затем — в 1932 году — здание храма передали находившемуся рядом мельничному заводу для устройства столовой; тогда же уничтожили венчавшее церковь пятиглавие и разрушили колокольню. Позднее, в начале 1950-х годов, церковное здание стало двухэтажным жилым домом.

## Реконструкция
Трапезная и шатровая трехъярусная колокольня воссозданы в 1980-х годах по проекту архитектора Л. С. Васильева.
В рамках программы по сохранению и использованию памятников истории и культуры «Федеральная целевая программа „Культура России“» в конце 2010-х годов проведена реставрация храма. Возобновлены богослужения.

## Архитектура
Церковь Вознесения представляет характерный местный тип пятиглавых, двухстолпных и трехапсидных храмов. К четверику с севера пристроен небольшой притвор. Более низкая бесстолпная трапезная, смещенная к югу, соединяет основной объём с шатровой колокольней. С южной стороны к трапезной пристроен придел. Все это вносит асимметрию в композицию.
Четверик завершен двумя рядами закомар: нижние — полкруглые, верхние — килевидные. Все цилиндрические барабаны световые. Главный барабан поставлен над крестчатыми в плане столпами, несущими коробовые своды. Боковые барабаны меньше центрального и сильно сдвинуты к концам нефов, их поддерживают дополнительные арки. Основания барабанов отмечены изнутри валиками и четырьмя лоткообразными парусами.
Апсиды перекрыты коробовыми сводами. У трапезной — сомкнутый свод с распалубками, а у подклета — плоское деревянное перекрытие.
Стены четверика разделены горизонтальными тягами на подклет и два яруса. Широкие и короткие лопатки членят ярусы на отдельные прясла. На северном и южном фасадах число таких членений-прясел колеблется от двух в нижнем ярусе до пяти в верхнем. В свою очередь, западный фасад храма, обращенный в сторону Волги, сохраняет в пределах ярусов традиционное членение на три прясла. Нижний ярус четверика шире верхнего, что визуально придает сооружению устойчивость.
Декор всего сооружения весьма разнообразен. Входы основного четверика оформлены перспективными порталами с килевидными архивольтами. По форме им вторят обрамления окон. На южном фасаде расположены киоты, также с килевидными завершениями: один отмечает центральное прясло, а второй, лежачий, расположен у юго-восточного угла.
Основной объём завершен широким карнизом с поребриком и поясом пятиугольных нишек. Закомары сильно раскрепованы, причем нижнее сильнее, чем верхние. С верхними килевидными закомарами перекликаются килевидные же кокошники, пущенные по низу барабанов. Центральный барабан украшен сильнее боковых: кроме сухариков и поребрика, по нему пущен ещё и бегунец, а на уровне окон — аркатурно-колончатый пояс, тогда как на боковых — только аркатурный.
Трапезная и притвор, построенные позднее, отличаются другими декоративными элементами. Так, наличники окон трапезной завершены разорванными фронтонами, а окна придела — типичными для узорочья тройными килевидными кокошниками.
Колокольня, восстановленная по проекту архитектора Л. С. Васильева, практически не украшена.

## Интерьер
В интерьере сохранились фрагменты стенного письма начала XX века. Наиболее сохранная композиция — «распятие с предстоящими» — находится на своде центрального компартимента перед иконостасом. На арках также сохранились розерки, имитирующие архитектурный лепной декор. Клеевая живопись была выполнена по побелке, под ней были обнаружены остатки масляной живописи XIX в.
Художественное убранство храма и иконостас не сохранились.

## Галерея
- Колокольня и главы.
- Южный притвор.
- Южная сторона. Основной четверик
- Перспективный портал.
- Северная сторона. Трапезная и придел.
- Киот центрального прясла и юго‑восточного угла
- Окно трапезной.
- Окно придела трапезной.